# Kancler (priimek)
Kancler je priimek v Sloveniji, ki ga je po podatkih Statističnega urada Republike Slovenije na dan 1. januarja 2010 uporabljalo 168 oseb.

## Znani nosilci priimka
- Haidy Kancler (pr.i. Maja Senekovič) (*1982), filmska/TV režiserka in scenaristka
- Joško Kancler (*1966), kanuist, kajakaš
- Julija Kancler, režiserka
- Kurt Kancler (1930 - 2022), zdravnik pediater in humanitarec, plavalec
- Lea Preac Kancler, zdravnica
- Peter Kancler, športni novinar, publicist
- Primož Kancler, namiznoteniški igralec invalid
- Tine Kancler, kajakaš
- Tjaša Kancler (*1978), umetnica, aktivistka, prof. na Fakulteti za likovno umetnost, Univerza v Barceloni
- Tomaž Kancler (*1961), arhitekt, urbanist in politik